# TATSA D9.8 MIDIBUS

## Descripción
Midibus urbano el cual de origen posee Comando electrónico de apertura de puertas, Protección electrónica del motor, Limitador electrónico de velocidad 60-90 km/h, Espacio destinado a silla de ruedas, Sistema de arrodillamiento, Rampa para discapacitados automática. Aire acondicionado y Cámaras de Estacionamiento y Seguridad Interior como opcionales.

## Carroceras
- Puma 3ra. Generación

## Ficha técnica

### Motor
- Ubicación: Trasero
- Marca: MWM | CUMMINS
- Modelo: 4,12 TCE | ISB e170
- Norma anticontaminación: EURO III-IV-V
- Cilindros: 4 en línea
- Potencia máxima: 110kW (150 HP) a 2200 rpm | 125 kW (170 HP) a 2500 rpm
- Par motor máximo: 550 Nm (405 lb,ft) a 1200 - 1700 rpm | 600 Nm (442 lb.ft) a 1200 - 1600 rpm

### Sistema Eléctrico
- Tensión nominal: 24 volts
- Alternador: 24 V / 80 Ah
- Cantidad de baterías: 2
- Tensión de baterías: 12V

### Transmisión
- Tipo: Automática ALLISON S-2100
- Velocidades: 5

### Suspensión Neumática
- Tipo: Pulmón cilíndrico

### Eje Delantero
- Marca: DANA – Spicer E07061
- Capacidad máxima: 6350 kg (14000 lb)

### Eje Trasero
- Marca: DANA – Spicer RSH-44
- Capacidad máxima: 10432 kg (23000 lb)

### Dirección
- Tipo: Hidráulico

### Capacidades
- Tanque de combustible: 190 L (50,2 US gal)

### Frenos Delantero / Trasero
- Sistema: Neumático
- Tipo: Disco

### Ruedas
- Tipo de neumáticos: RADIALES
- Medida de los neumáticos: 275 / 80R / 22,5
- Llantas: 9.00 x 22,5

### Carrocería
- Tipo: Low Entry
- Estructura: Semi Monocoque
- Largo: 9,8m
- Cantidad de puertas: 3 (opcional 2)
- Pasajeros sentados: 24 a 27
- Distancia entre ejes: 5000 mm
- Longitud Total: 9,8 m
- Ancho externo: 2500 mm
- Radio de giro: 7,53 m

### Peso
- Peso bruto total: 11502 kg
- Peso Bruto Total Eje Delantero: 4053 kg
- Peso Bruto Total Eje Trasero: 7449 kg
- Peso en Orden de Marcha: 7960 kg